# Kantongerecht Druten
Het kantongerecht Druten was van 1838 tot 1934 een van de kantongerechten in Nederland. Bij de instelling vormde het kanton het vierde kanton van het arrondissement Nijmegen. Het gerecht, kantongerecht der 3de klasse, was gevestigd in het Ambtshuis in Druten. 

## Het kanton
Kantons werden in Nederland ingevoerd in de Franse tijd. In ieder kanton zetelde een vrederechter. Toen de vrederechter werd opgevolgd door de kantonrechter ging dat gepaard met een forse inkrimping van het aantal kantons. Voor Druten wijzigde er echter weinig. Het omvatte in 1838 de gemeenten: Druten, Batenburg, Appeltern, Dreumel, Horssen, Wamel en Ewijk.

### Aanpassingen
In 1877 vond er een ingrijpende herindeling plaats. De provinciale hoven werden opgeheven, het aantal rechtbanken en kantongerechten werd aanzienlijk verminderd. Voor Druten was met name van belang dat het arrondissement Nijmegen werd opgeheven en verdeeld werd over het arrondissement Arnhem en het arrondissement Tiel, waarbij Druten ingedeeld werd bij Tiel. Het aanliggende kanton Wijchen werd ook opgeheven, maar dat betekende voor Druten enkel de toevoeging van de gemeente Bergharen die tot het kanton Wijchen had behoord.
In 1933 vond een tweede reorganisatie plaats, waarbij naast de rechtbank in Tiel ook het kanton Druten werd opgeheven. Het arrondissement werd bij Arnhem gevoegd, het kanton Druten werd verdeeld over de kantons Tiel en Nijmegen. De gemeenten in het westelijk deel, Dreumel, Wamel en Appeltern, gingen naar Tiel, de andere vier naar Nijmegen.

## Het gebouw
Het kantongerecht was gevestigd in het Ambtshuis in Druten, een rijksmonument dat wellicht dateert uit de 16e eeuw. Het gebouw is in 1758 ingrijpend verbouwd,  toen het zijn functie als Ambtshuis kreeg. Het verving de eerdere gerechten in Wamel en Bergharen. In 1840, na de invoering van het kantongerecht, werd het nogmaals verbouwd. Na het vertrek van het kantongerecht werd het onder meer gebruikt als gemeentesecretarie en bestuursgebouw voor het waterschap. 